# Loma del Tigre
Loma del Tigre är en ort i Mexiko.   Den ligger i kommunen Hueyapan de Ocampo och delstaten Veracruz, i den sydöstra delen av landet, 500 km öster om huvudstaden Mexico City. Loma del Tigre ligger 423 meter över havet och antalet invånare är 345.
Terrängen runt Loma del Tigre är kuperad. Runt Loma del Tigre är det ganska tätbefolkat, med 54 invånare per kvadratkilometer. Närmaste större samhälle är Corral Nuevo, 15,4 km sydväst om Loma del Tigre. Omgivningarna runt Loma del Tigre är en mosaik av jordbruksmark och naturlig växtlighet.